# Brslen Fortuneův

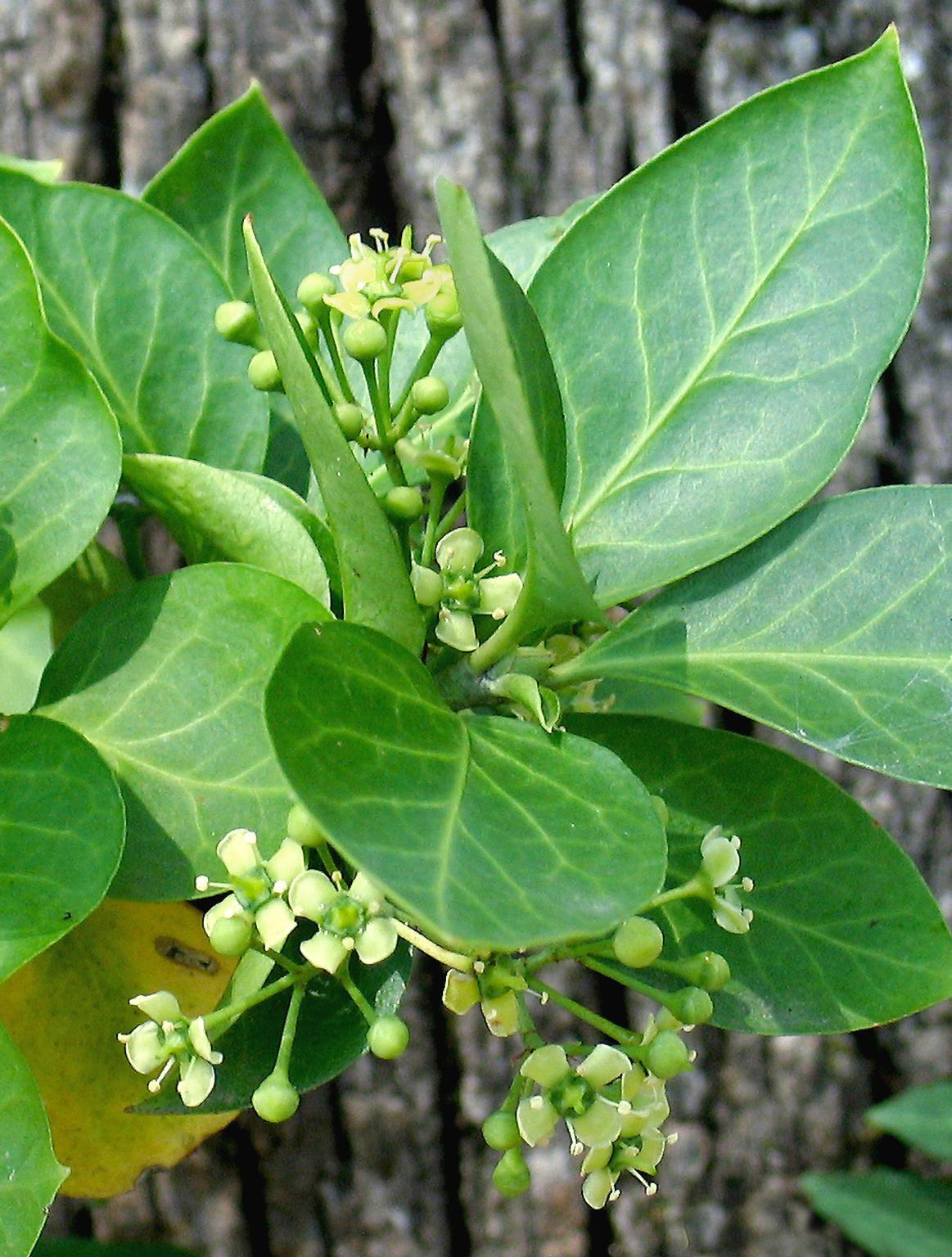
Rozvíjející se květy

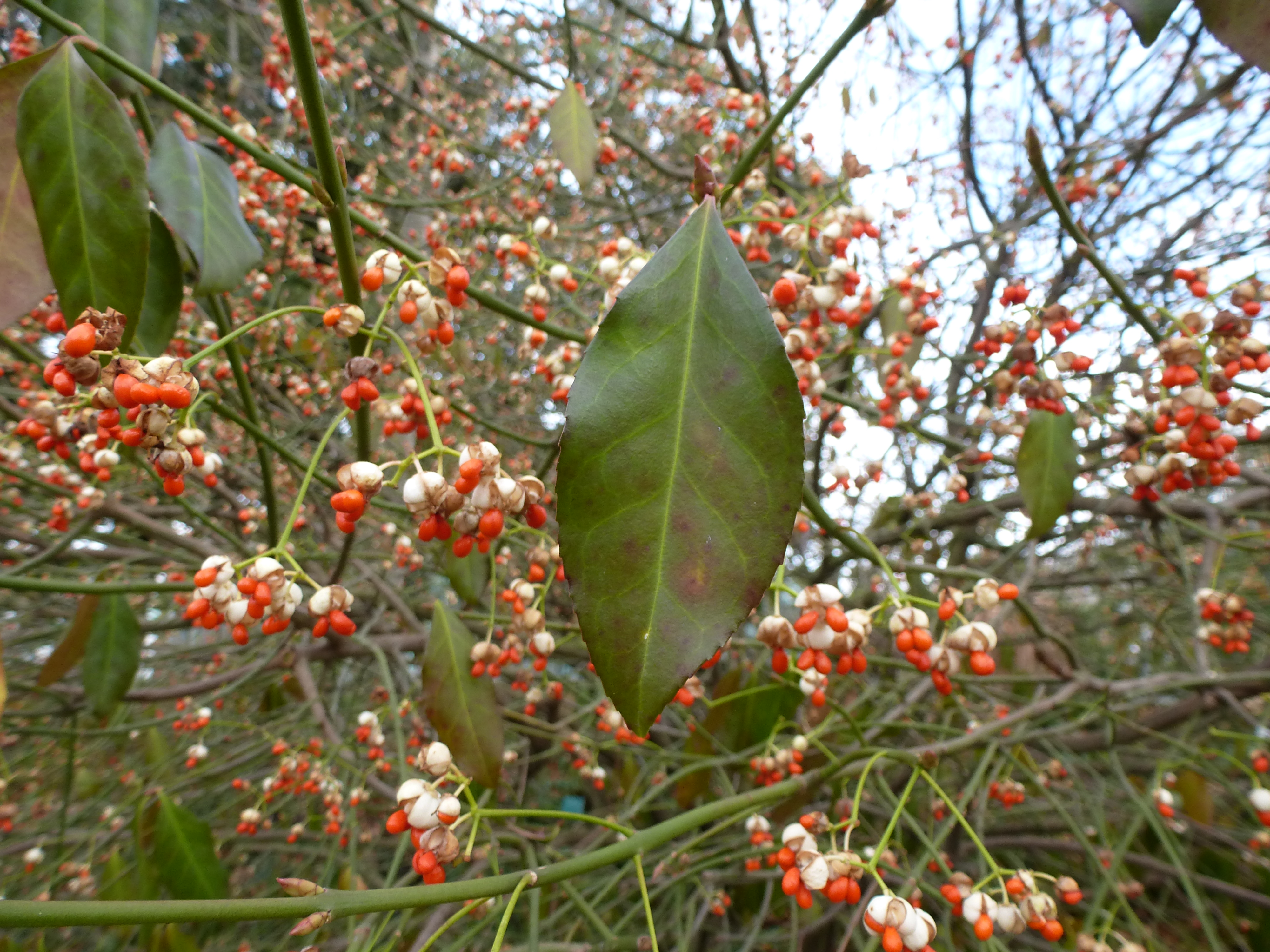
Zrající plodenství

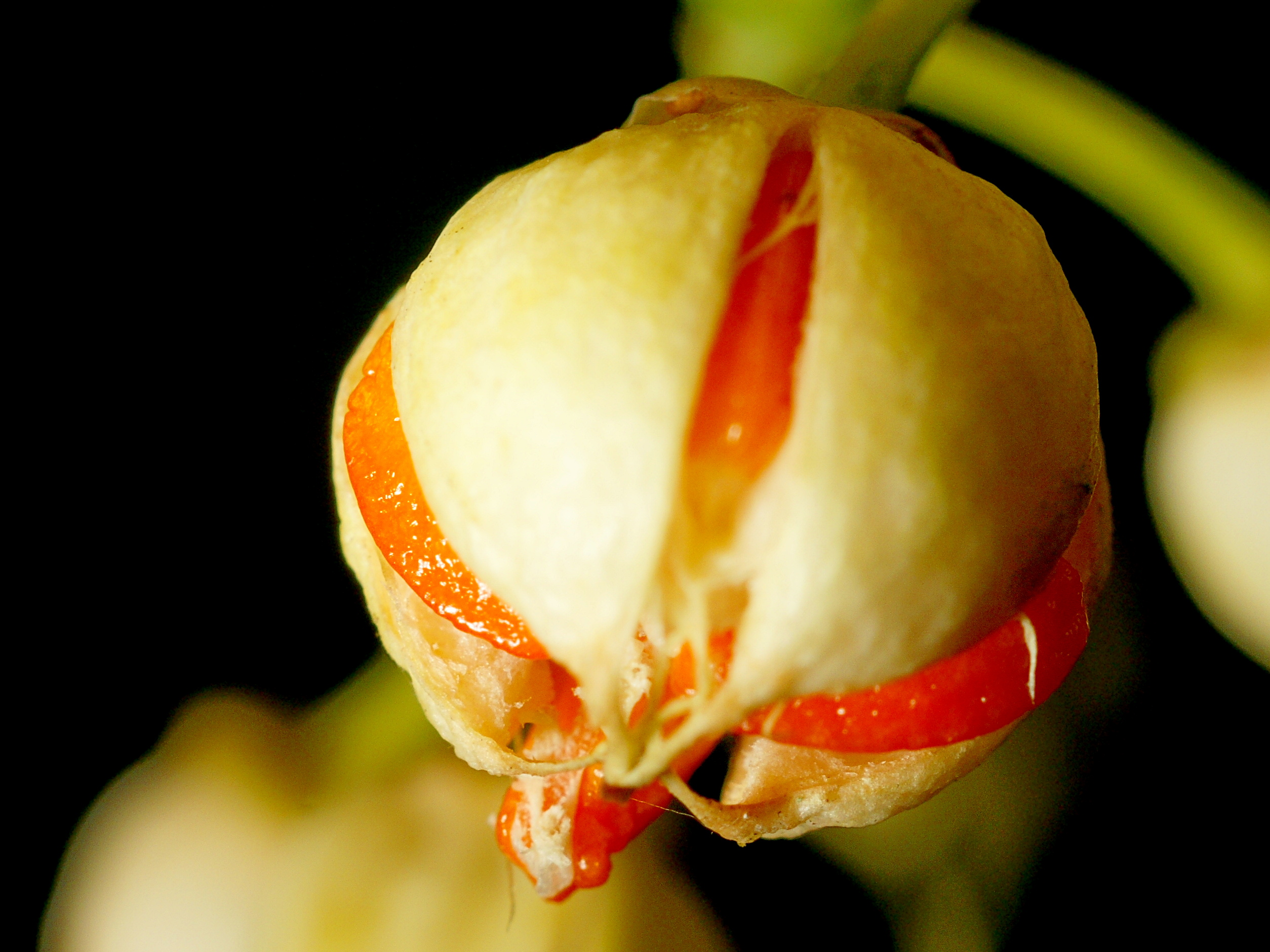
Dozrávající plod

Brslen Fortuneův (Euonymus fortunei) je stálezelený keř nebo plazivá či popínavá dřevina. Je nejběžnější, nejrozšířenější a nejvíce polymorfní druh rodu brslen tvořeného asi 150  druhy. Nyní se tato neopadavá dřevina používá jako okrasná rostlina ve velké části mírného pásma; je ze všech stálezelených brslenů vůči mrazu nejvíce odolná.
Původní areál této rostliny je rozlehlý, zabírá velký díl Číny, Jižní Koreu a velkou část jihovýchodní Asie, konkrétně Thajsko, Myanmar, Laos a Indonésii. Dřevina byla v Evropě představena roku 1860 skotským botanikem Robertem Fortunem a v roce 1895 byla uvedena v Novém světě ve Spojených státech.
V současnosti je rostlinou rozšířenou a planě rostoucí v části Evropy (Bulharsko, Francie, Itálie, Slovensko, bývalá Jugoslávie), na severním Kavkazu, v části Spojených států a Kanady, dále v Africe a na ostrovech Pacifiku.

## Ekologie
Rostlině se nejlépe daří v mírně kyselé a vlhčí hlinitohumózní půdě, při hojnosti živin znatelně rychleji roste. K vybarvování listů sice prospívá dostatek slunce, je ale tolerantní vůči stínu, projevuje se u ní účinné využití slabého světla a je vhodná i jako podrost pod vzrůstné a silně stínící dřeviny.
Přestože se jedná o neopadavou rostlinu, může v případě drsné zimy shodit část nebo všechny listy a stonky zbarvit do fialova, s příchodem tepla vyrostou listy nové. Udává se její spolehlivá mrazuvzdornost do -25 až -29 °C. Květe v průběhu léta, plody dozrávají na podzim. Ploidie brslenu Fortuneova je 2n = 32.

## Popis
Stálezelený, šplhavý nebo plazivý keř s výhonky dlouhými až 5 m, které při vhodné opoře mohou vyrůst do výše 10 i 20 m, nebo se rozrůstají plazivě a k zemi přiléhají. Na pevných, houževnatých, nelámavých, zelených výhoncích (stoncích) rostliny vyrůstají tenké adventivní kořínky dlouhé až 5 mm; části stonků s květy tyto kořínky nemají. Při růstu u vertikální podpory se jí rostlina kořínky přichycuje, stonky přirůstají a směrem vzhůru se prodlužuji. Nemají-li vhodnou podporu vytváří keř, případně roste plazivě po terénu a adventivními kořínky koření. Přízemní rostliny bývají husté, málo osvětlené a jen výjimečně kvetou, také u pnoucích exemplářů pokvetou jen slunci vystavené starší rostliny. Výhonky jsou jemně bradavčité, zelenohnědé až hnědé, hustě porostlé vstřícně vyrůstajícími, tmavě zelenými listy s řapíky do 1 cm dlouhými. Čepele listů bývají obvejčité, vejčité, eliptické či kopinaté, dlouhé 3 až 6 cm, široké 1 až 3 cm, na bázi klínovité nebo uťaté, na konci tupé až špičaté, po obvodě jemně pilovité a někdy vlnité. Na rubu listů bývají výrazněji vyniklé čtyři až šest párů bělavých či stříbřitých žilek zpeřené žilnatiny. Listy jsou velice variabilní i barvou, která může být tmavě zelená, zeleno bílá, zeleno žlutá a některé odrůdy mívají spodní stranu purpurovou.
Malé zelenobílé nebo zelenožluté květy s listenci na stopkách jsou po pěti až dvanácti sestaveny do úžlabních květenství vzpřímených vidlanů vyrůstajících na koncích stonků. Aby se aktivovalo kvetení musí být stonky tlusté minimálně 1 cm. Květy bývají velké do 3 mm, jsou čtyřčetné a oboupohlavné. Kališní lístky jsou malé, půlkulaté a na plodech vytrvávající. Zelenavé či bělavé korunní lístky jsou rozestálé, téměř okrouhlé a mívají v průměru asi 5 mm. V květu jsou čtyři tyčinky s prašníky, jednoduchá čnělka s bliznou a svrchní semeník se čtyřmi pouzdry a v každém má dvou vajíčkách. Protandrické květy obsahují nektar a opylují je mouchy, včely a různí brouci.
Plod je vejčitá tobolka, jenž je červenavě hnědá a bývá 5 až 10 mm velká. Ve zralosti se vytrvalý kalich rozevírá a odhaluje až čtyři semena s červeným či oranžovým míškem, která často zůstávají na rostlině dlouho do zimy.

## Rozmnožování
Rostliny se mohou reprodukovat vegetativně a vytvářet kořeny v uzlech, nebo tam kde se větve dotýkají země. Semena mají životnost i dva roky, jsou po okolí roznášena hlavně ptáky konzumující jejích míšek. Přes zimu se stratifikují chladem a na jaře vysévají do volné půdy nebo pod sklo. Pro spolehlivé přenesení vlastnosti původních dřevin (barvu, velikost) na potomstvo se množí kořenovými oddělky nebo hřížením, případně zelenými řízky nebo vzácnější druhy roubováním.

## Význam
Brslen Fortuneův je ceněný druh brslenů, hlavně pro svou dekorativnost, používá se k pokrytí zdí, besídek, kmenů nebo jako podrost k jiným dřevinám nebo k zakrytí nevzhledných míst. Dobře snáší seřezávání a je proto vhodný pro tvorbu živých plotů, pro svou hustost skýtá dobrou ochranu proti větru. Nízké poléhavé druhy se používají jako pokryv půdy, méně vzrůstné se hodí na obruby a stálezelené plůtky, na skalky, květinové zídky, na terasové zahrady a také na hroby i do nádob. Je také vhodný pro stabilizaci půdy, dokáže zakrátko vytvořit hustý kořenový systém bránící sesuvům svažitého terénu.
Byly vyšlechtěné mnohé kultivary dorůstající s podporou do výše několika metrů nebo plazivé nepřevyšující výšku 50 cm. Jejich listy jsou různě pestře zbarvené, bývají směsici barev zelených, žlutých i bělavých, mnohé se na podzim zbarvují růžově, vínově či purpurově. Většinou se dají dobře tvarovat a jsou mrazuvzdorné.

## Galerie

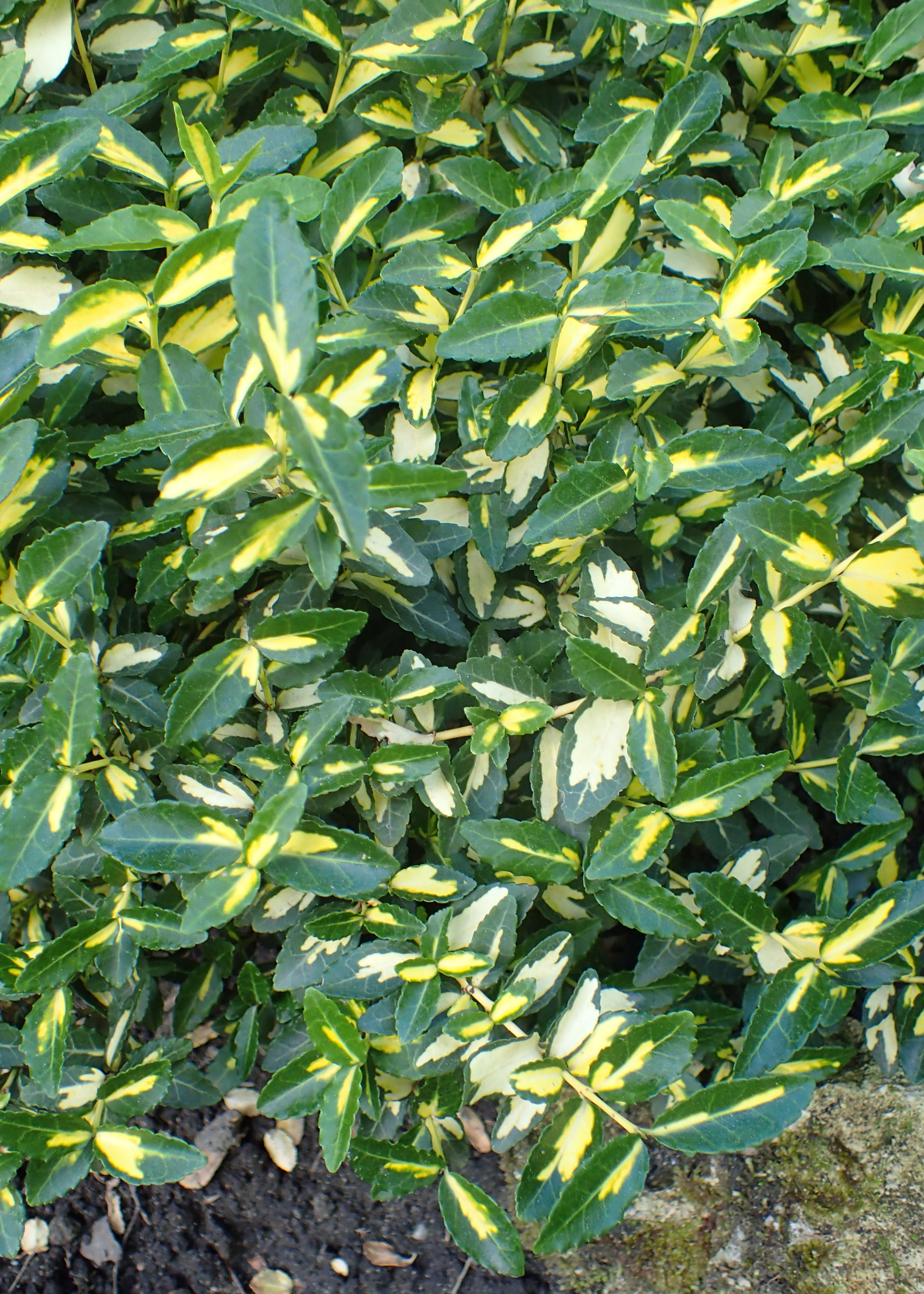
Brslen Fortuneův 'Blondy'
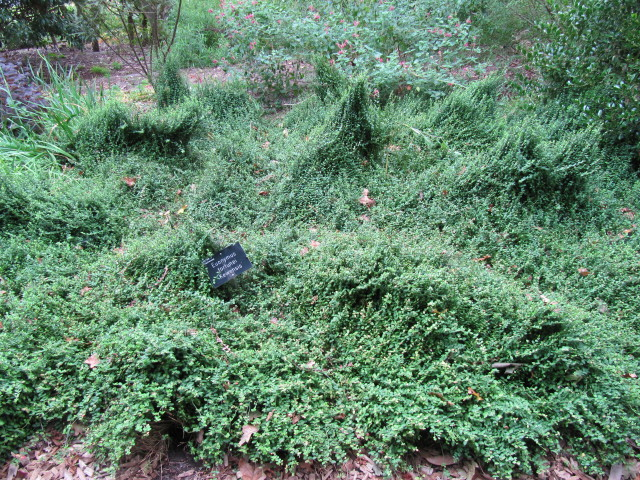
Brslen Fortuneův 'Kewensis'
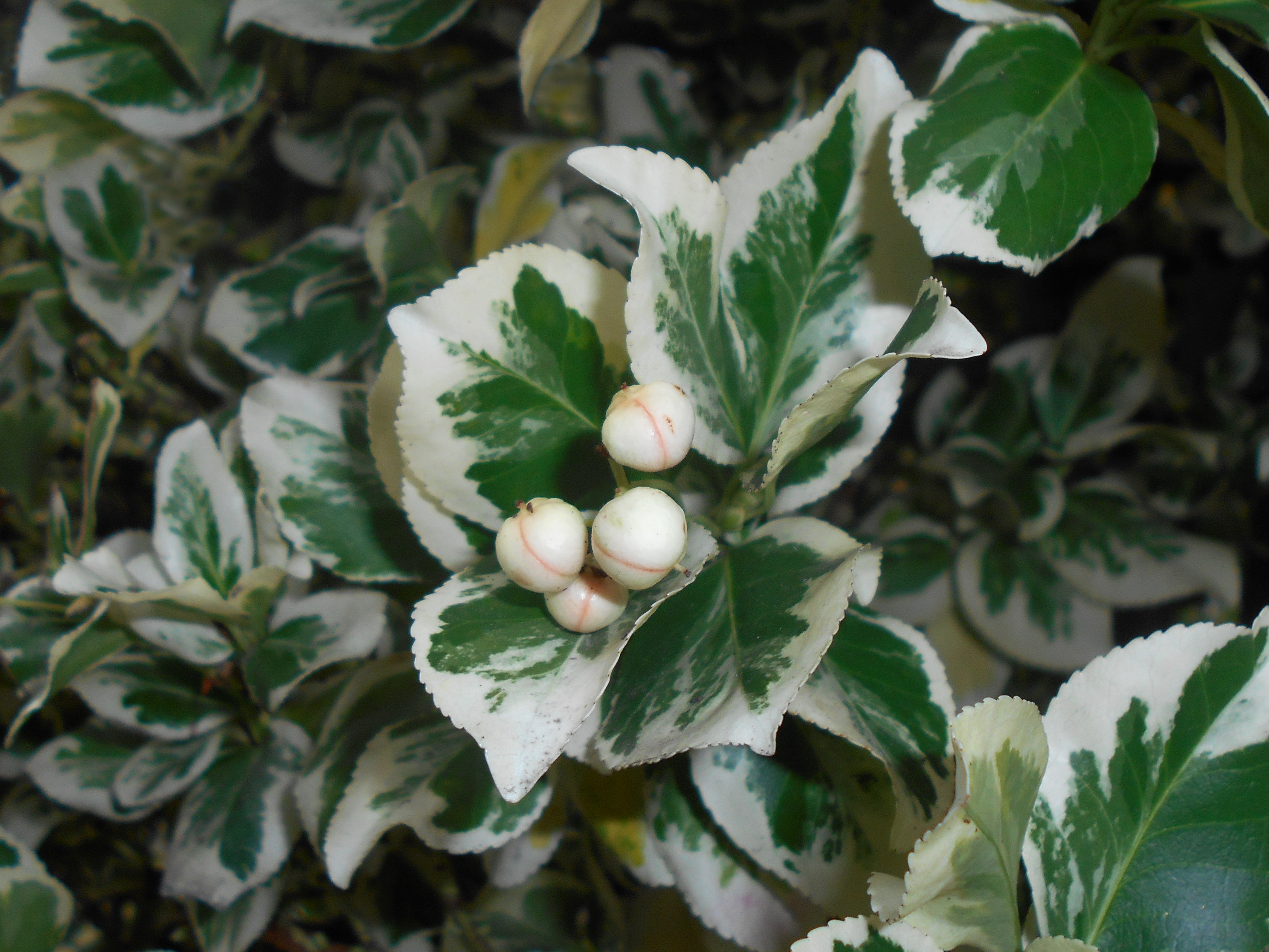
Brslen Fortuneův 'Silver Queen'
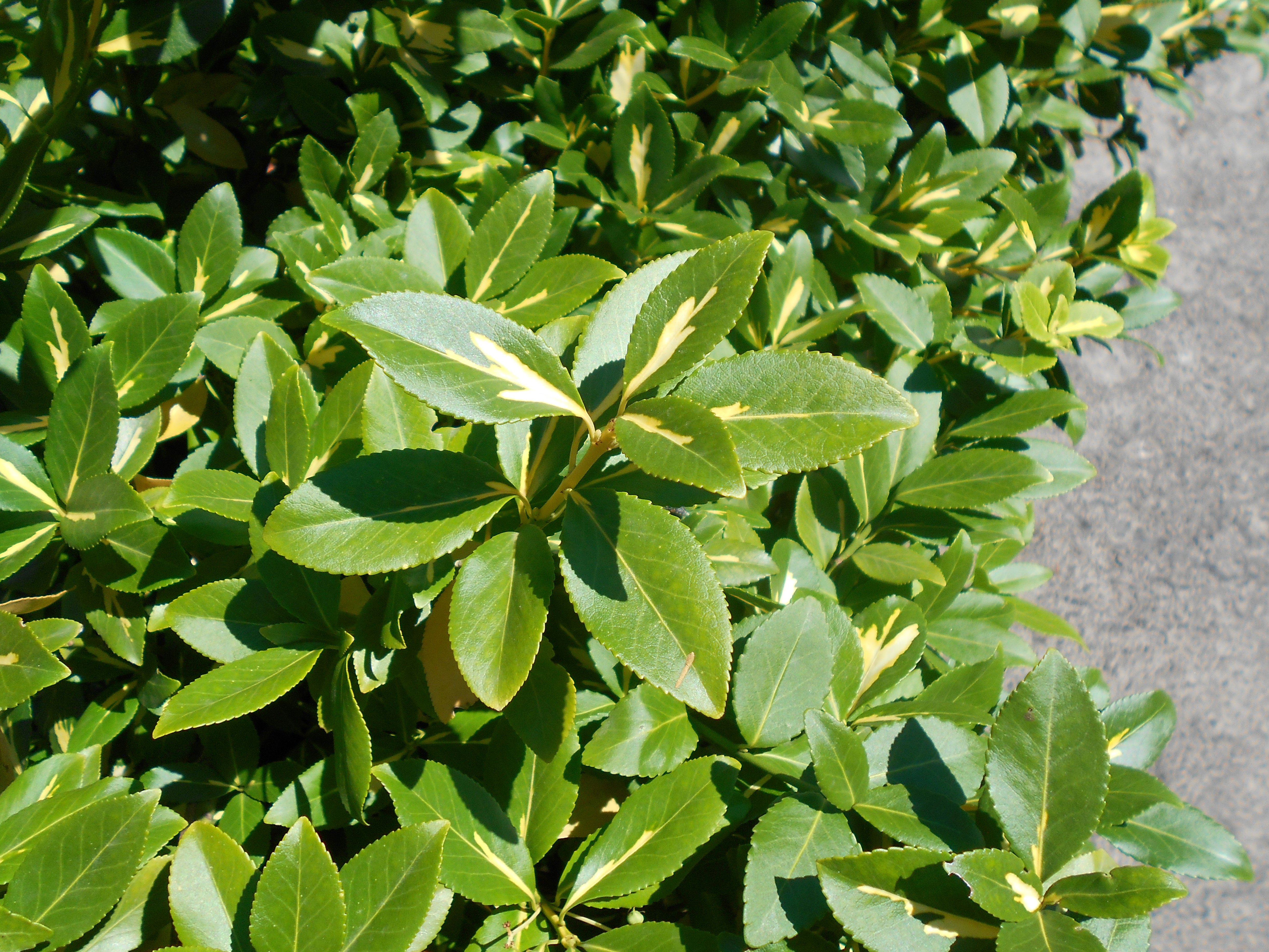
Brslen Fortuneův 'Sunspot'
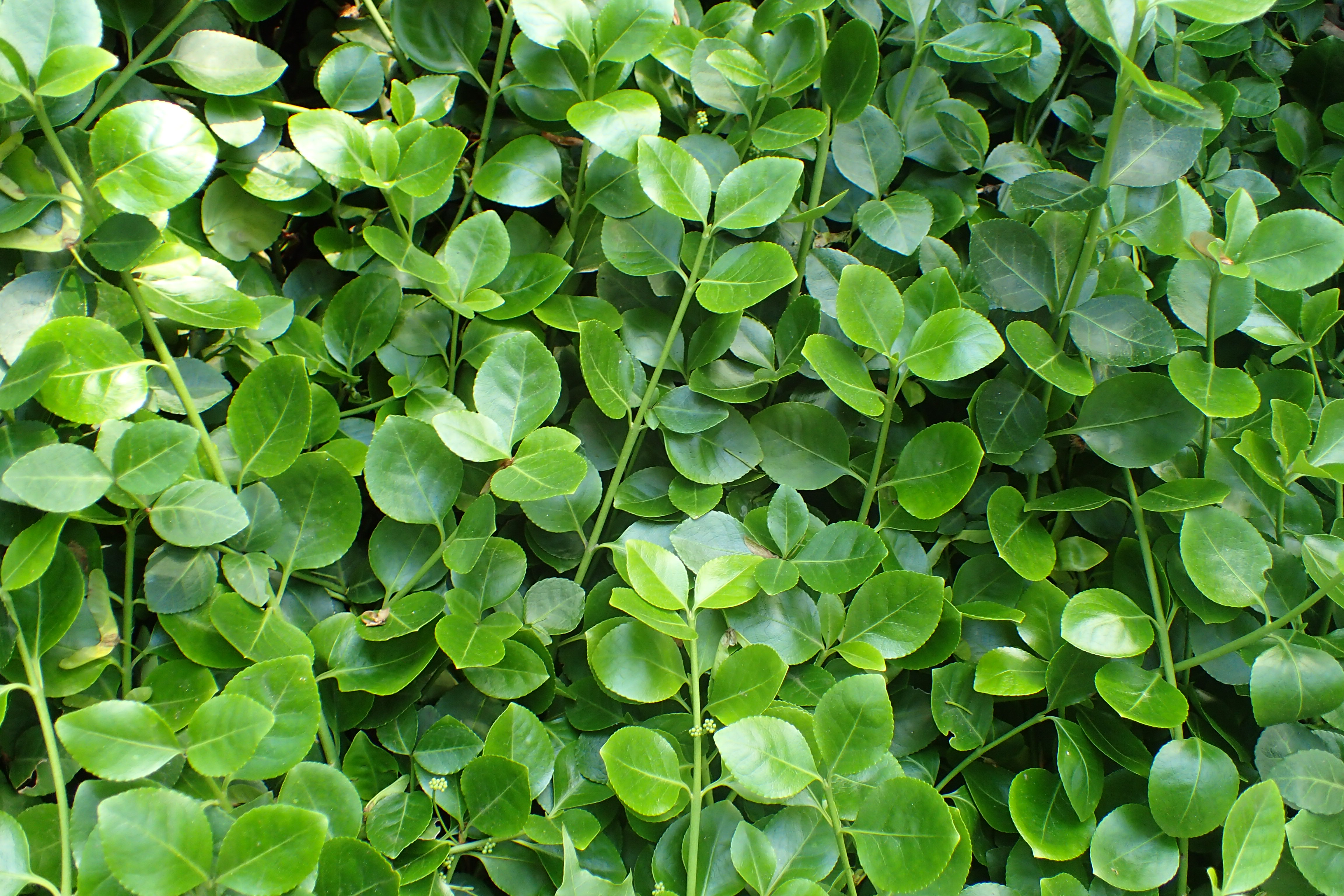
Brslen Fortuneův 'Vegetus'
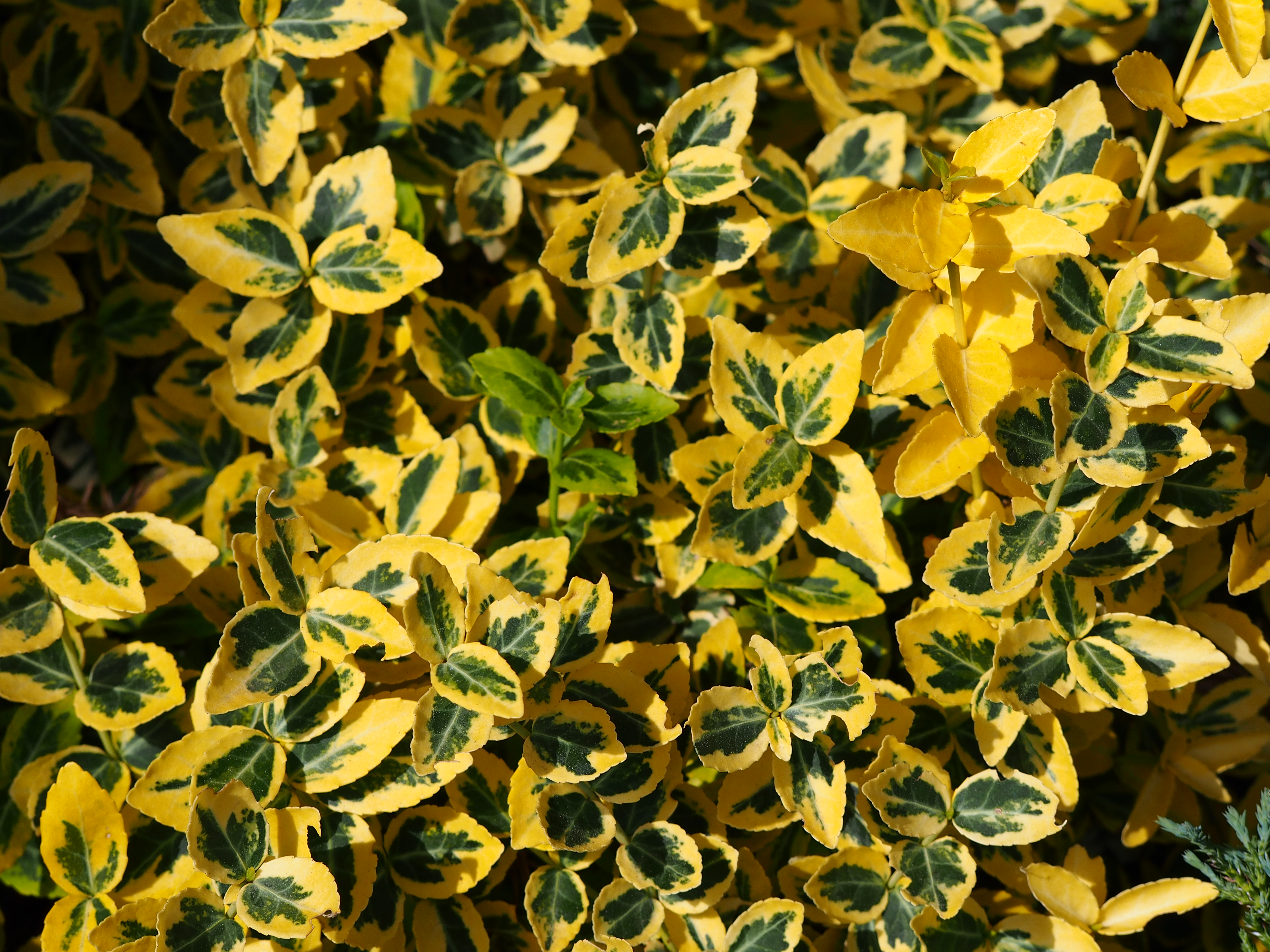
Brslen Fortuneův 'Gold Tip'